# Campeonato de Italia de Ciclocrós
El Campeonato de Italia de ciclocrós se organiza anualmente desde el año 1930 para determinar el campeón ciclista de Italia del año, en esta modalidad ciclista. El título se otorga al vencedor de una única carrera. 
El ciclista más laureado es Renato Longo, con doce títulos. 

## Palmarés masculino

### Profesional
| Año  | Vencedor              | Segundo               | Tercero               |
| ---- | --------------------- | --------------------- | --------------------- |
| 1930 | Armando Zucchini      | Antonio Castellari    | Albanelli             |
| 1931 | Antonio Castellari    | Zanasi                | Albanelli             |
| 1932 | Luigi Ferrando        | Fiorini               | Silvio Scurati        |
| 1933 | Armando Zucchini      | Marco Cimatti         | Armando Lolli         |
| 1934 | Severino Canavesi     | Luigi Macchi          | Marco Cimatti         |
| 1935 | Luigi Ferrando        | Di Cesare             | Onorato Lolli         |
| 1936 | Luigi Ferrando        | Raberti               | Papini                |
| 1937 | Bernardo Rogora       | Luigi Ferrando        | Bazzo                 |
| 1938 | Luigi Ferrando        | Carlo Ferrando        | Carlo Bobola          |
| 1939 | Luigi Ferrando        | Francesco Prina       | Remo Bertoni          |
| 1940 | no se disputó         |                       |                       |
| 1941 | Sergio Lampitelli     | Santoni               | Luigi Valotti         |
| 1942 | Mario Gentili         | Antonio Covolo        | Pietro Chiappini      |
| 1943 | Giovanni Fulcheri     | Guerrini Spinelli     | Raffaele Abate        |
| 1944 | Valerio Berteotti     | Valeriano Zanazzi     | Chinetti              |
| 1945 | no se disputó         |                       |                       |
| 1946 | Francesco Prina       | Raffaele Abate        | Secondo Boldo         |
| 1947 | Raffaele Abate        | Antonio Covolo        | Francesco Prina       |
| 1948 | Francesco Prina       | Erminio Cova          | Loris Zanotti         |
| 1949 | Sergio Toigo          | Loris Zanotti         | Francesco Prina       |
| 1950 | Sergio Toigo          | Loris Zanotti         | Luigi Malabrocca      |
| 1951 | Luigi Malabrocca      | Graziano Pertusi      | Sergio Toigo          |
| 1952 | Graziano Pertusi      | Sergio Toigo          | Giovanni Romana       |
| 1953 | Luigi Malabrocca      | Dante Benvenuti       | Giovanni Romana       |
| 1954 | Graziano Pertusi      | Mario Rossi           | Luigi Malabrocca      |
| 1955 | Mario Rossi           | Amerigo Severini      | Giovanni Picasso      |
| 1956 | Amerigo Severini      | Dante Benvenuti       | Mario Rossi           |
| 1957 | Romano Ferri          | Graziano Pertusi      | Mario Rossi           |
| 1958 | Graziano Pertusi      | Renato Longo          | Romano Ferri          |
| 1959 | Renato Longo          | Italo Guerciotti      | Graziano Pertusi      |
| 1960 | Renato Longo          | Amerigo Severini      | Graziano Pertusi      |
| 1961 | Amerigo Severini      | Renato Longo          | Romano Ferri          |
| 1962 | Renato Longo          | Romano Ferri          | Giuseppe Zorzi        |
| 1963 | Amerigo Severini      | Renato Longo          | Romano Ferri          |
| 1964 | Renato Longo          | Amerigo Severini      | Walter Martin         |
| 1965 | Renato Longo          | Amerigo Severini      | Domenico Garbelli     |
| 1966 | Renato Longo          | Amerigo Severini      | Domenico Garbelli     |
| 1967 | Renato Longo          | Enrico Sfolcini       | Franco Livian         |
| 1968 | Renato Longo          | Giovanni Bettinelli   | Luigi Torresani       |
| 1969 | Renato Longo          | Luciano Luciani       | Franco Livian         |
| 1970 | Renato Longo          | Luigi Torresani       | Michele Potenza       |
| 1971 | Renato Longo          | Franco Livian         | Enrico Sfolcini       |
| 1972 | Renato Longo          | Franco Vagneur        | Lucio Colzani         |
| 1973 | Franco Livian         | Mario Uboldi          | Dante Signorini       |
| 1974 | no se disputó         |                       |                       |
| 1975 | Wladimiro Panizza     | Italo Guerciotti      |                       |
| 1976 | Wladimiro Panizza     | Arturo Pecchielan     |                       |
| 1977 | Franco Bitossi        |                       |                       |
| 1978 | Franco Bitossi        |                       |                       |
| 1979 | Antonio Saronni       | Vito De Capitani      | Claudio Fasolo        |
| 1980 | Antonio Saronni       |                       |                       |
| 1981 | Ottavio Paccagnella   | Antonio Saronni       | Claudio Fasolo        |
| 1982 | Antonio Saronni       | Claudio Fasolo        | Franco Vagneur        |
| 1983 | Antonio Saronni       |                       |                       |
| 1984 | Ottavio Paccagnella   | Antonio Saronni       | Claudio Fasolo        |
| 1985 | Ottavio Paccagnella   | Claudio Fasolo        | Antonio Saronni       |
| 1986 | Ottavio Paccagnella   | Claudio Fasolo        | Antonio Saronni       |
| 1987 | Ottavio Paccagnella   | Antonio Saronni       | Maurizio Vandelli     |
| 1988 | Ottavio Paccagnella   | Antonio Saronni       | Maurizio Vandelli     |
| 1989 | Claudio Vandelli      | Maurizio Vandelli     | Sandro Bono           |
| 1990 | Fabrizio Margon       | Ottavio Paccagnella   | Sandro Bono           |
| 1991 | Fabrizio Margon       | Claudio Chiappucci    | Maurizio Vandelli     |
| 1992 | Fabrizio Margon       | Sandro Bono           | Gianluca Pierobon     |
| 1993 | Fabrizio Margon       | Daniele Pontoni       | Luca Bramati          |
| 1994 | Daniele Pontoni       | Fabrizio Margon       | Alessandro Fontana    |
| 1995 | Daniele Pontoni       | Luca Bramati          | Gabriele Bilato       |
| 1996 | Daniele Pontoni       | Luca Bramati          | Claudio Vandelli      |
| 1997 | Daniele Pontoni       | Luca Bramati          | Dario Cioni           |
| 1998 | Fausto Scotti         | Davide Bertoni        | Massimo Sargenti      |
| 1999 | Daniele Pontoni       | Luca Bramati          | Massimo Sargenti      |
| 2000 | Daniele Pontoni       | Massimo Sargenti      | Alessandro Fontana    |
| 2001 | Daniele Pontoni       | Luca Bramati          | Enrico Franzoi        |
| 2002 | Daniele Pontoni       | Valeriano Vandelli    | Luca Bramati          |
| 2003 | Daniele Pontoni       | Luca Bramati          | Stefano Toffoletti    |
| 2004 | Daniele Pontoni       | Alessandro Fontana    | Igor Tavella          |
| 2005 | Enrico Franzoi        | Marco Bianco          | Derik Zampedri        |
| 2006 | Enrico Franzoi        | Marco Aurelio Fontana | Rafael Visinelli      |
| 2007 | Enrico Franzoi        | Marco Aurelio Fontana | Rafael Visinelli      |
| 2008 | Marco Aurelio Fontana | Cristian Cominelli    | Marco Ponta           |
| 2009 | Enrico Franzoi        | Marco Aurelio Fontana | Marco Bianco          |
| 2010 | Marco Aurelio Fontana | Enrico Franzoi        | Marco Bianco          |
| 2011 | Marco Aurelio Fontana | Marco Bianco          | Fabio Ursi            |
| 2012 | Marco Aurelio Fontana | Marco Bianco          | Cristian Cominelli    |
| 2013 | Marco Aurelio Fontana | Enrico Franzoi        | Mirko Tabacchi        |
| 2014 | Marco Aurelio Fontana | Enrico Franzoi        | Elia Silvestri        |
| 2015 | Marco Aurelio Fontana | Bryan Falaschi        | Luca Braidot          |
| 2016 | Gioele Bertolini      | Enrico Franzoi        | Cristian Cominelli    |
| 2017 | Gioele Bertolini      | Marco Aurelio Fontana | Luca Braidot          |
| 2018 | Luca Braidot          | Daniele Braidot       | Marco Aurelio Fontana |
| 2019 | Gioele Bertolini      | Luca Braidot          | Daniele Braidot       |
| 2020 | Jakob Dorigoni        | Gioele Bertolini      | Nicolas Samparisi     |
| 2021 | Gioele Bertolini      | Jakob Dorigoni        | Cristian Cominelli    |
| 2022 | Jakob Dorigoni        | Filippo Fontana       | Nicolas Samparisi     |
| 2023 | Filippo Fontana       | Davide Toneatti       | Jakob Dorigoni        |